# 薩拉塔河 (比利切列莫什河支流)
薩拉塔河（烏克蘭語：Сарата）是烏克蘭西南部的河流，屬於比利切列莫什河的支流。該河流經切爾尼夫齊州的維日尼察區，河道全長15公里，流域面積72.4平方公里。